# ФК «Динамо» Москва в сезоне 1953
Сезон 1953 года — 31-й в истории футбольного клуба «Динамо» Москва.
В этом сезоне команда приняла участие в чемпионате и кубке СССР, а также сыграла в тринадцати международных матчах.

## Общая характеристика выступления команды в сезоне

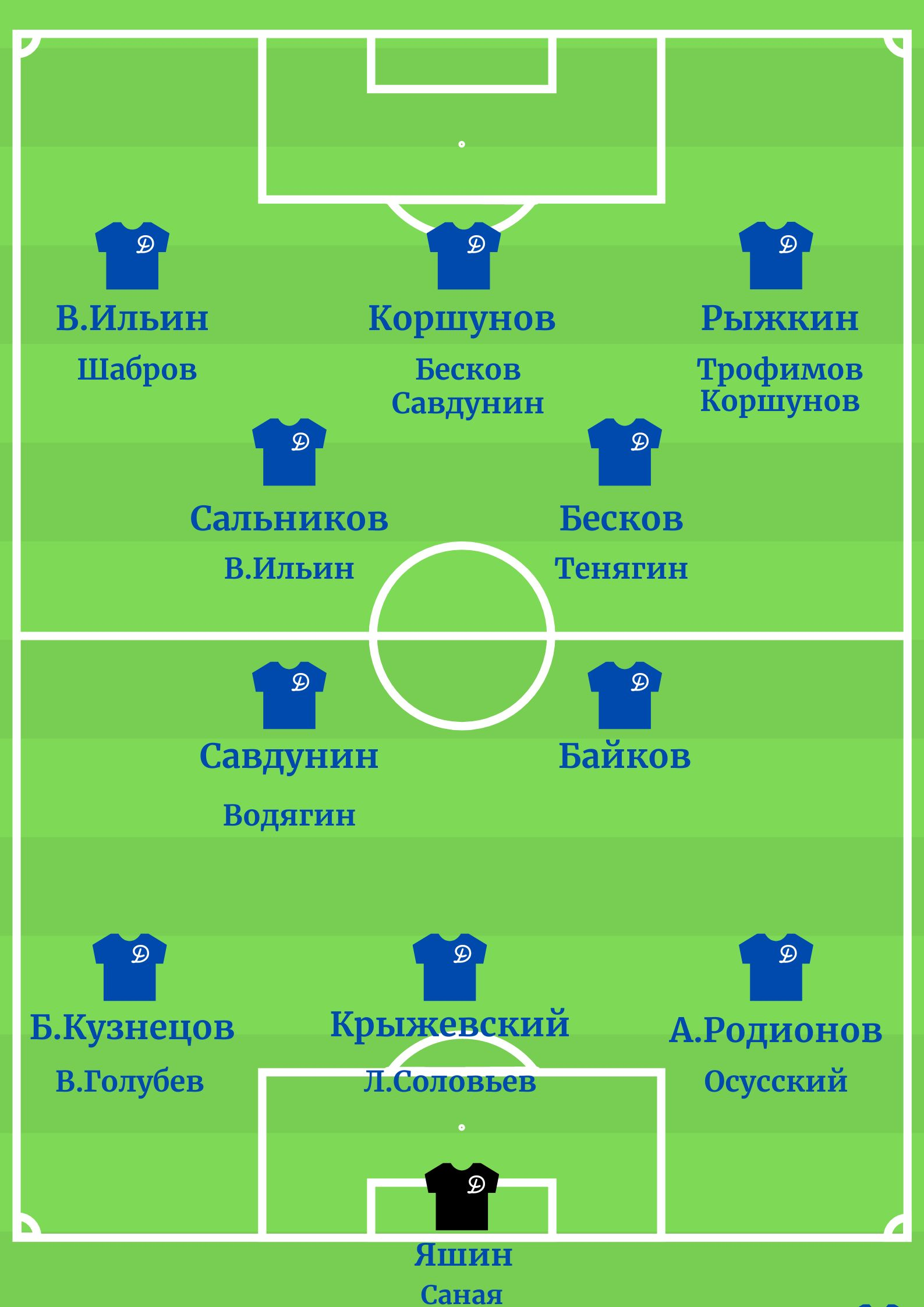

В новом сезоне в «Динамо» продолжилась смена поколений — команду покинули Сергей Соловьев и Алексей Хомич, из-за тяжелой травмы вынужден был закончить выступления Иван Конов. Кроме того, уже в начале чемпионата получили серьёзные травмы ветераны Василий Трофимов и Всеволод Блинков, практически пропустившие сезон; также из-за травм долго не играл Константин Бесков. По ходу чемпионата команду покинули Виталий Зуб и Александр Тенягин. В обороне вместе с Леонидом Соловьевым выступали недавние дублеры; спустя два года новый шанс закрепиться в воротах «Динамо» получил Лев Яшин.
В результате состав динамовцев был далек от наигрываемого в предсезонье и, как и результаты команды, стабильностью не отличался. Ближе к середине сезона, после снятия с турнира армейской команды МВО, динамовцы получили существенное кадровое усиление в лице опытных Константина Крыжевского (практически сразу же ставшего капитаном команды) и Алексея Водягина, а также целого ряда весьма способных футболистов — Анатолия Родионова, Бориса Кузнецова, Владимира Рыжкина (эти футболисты в дальнейшем успешно выступали в «Динамо»), Василия Бузунова и Сергея Коршунова. Тем не менее, в столь короткий промежуток времени не отличавшийся чутьем на игроков тренер Михаил Васильевич Семичастный не сумел добиться оптимизации состава и существенного усиления игры. Не помогла и замена главного тренера на финише сезона — вновь принявший команду за три тура до конца Михаил Иосифович Якушин не сумел сразу добиться результата — уступив на последних минутах последнего матча минимально торпедовцам, команда осталась за чертой призёров.
Зато в проходившем после чемпионата кубковом турнире, где традиционно важнейшее значение имеет игра обороны, динамовцы сумели вернуть своим поклонникам надежду и оптимизм. Пропустив к третьей минуте первого матча 1/8 финала два гола от ленинградских одноклубников, в дальнейшем на протяжении всего турнира (практически пять матчей — 477 минут) оборона, возглавляемая Л.Яшиным и К.Крыжевским, больше голов не пропускала. И хотя нападение показывало не самую выразительную игру, этого хватало для минимальных побед над соперниками. В финале с традиционно неуступчивыми куйбышевцами все решили забитый уже в дебюте гол Сергея Сальникова — специалиста по решающим голам — и уверенная игра обороны и Льва Яшина (а также заменившего его после травмы в начале второго тайма Владимира Беляева, дебютировавшего в том матче).
В сезоне динамовцы провели небывало большое число международных матчей (13) с представителями восьми стран, победив в восьми встречах и уступив лишь в двух.

## Команда

### Состав
| Игрок                 | Дата рождения    | Сезон в «Динамо» | Бывший клуб                 |
| Вратари               | Вратари          | Вратари          | Вратари                     |
| --------------------- | ---------------- | ---------------- | --------------------------- |
| Лев Яшин              | 22 октября 1929  | 2                | «Динамо» Москва (дубль)     |
| Вальтер Саная         | 24 сентября 1925 | 6                | «Динамо» Тбилиси            |
| Владимир Беляев       | 15 сентября 1933 | 1                | «Динамо» Сталинград         |
| Защитники             |                  |                  |                             |
| Анатолий Родионов     | 10 мая 1925      | 1                | МВО                         |
| Константин Крыжевский | 20 февраля 1926  | 1                | МВО                         |
| Борис Кузнецов        | 14 июля 1928     | 1                | МВО                         |
| Леонид Соловьев       | 22 марта 1917    | 10               | «Динамо — II»               |
| Владилен Голубев      | 21 июля 1929     | 1                | «Динамо» Московская область |
| Иван Осусский         | 1931             | 1                | «Искра» Мукачево            |
| Владимир Зябликов     | 5 июля 1925      | 4                | «Динамо» Ленинград          |
| Полузащитники         |                  |                  |                             |
| Евгений Байков        | 29 июля 1929     | 2                | «Динамо» Владимир           |
| Владимир Савдунин     | 10 мая 1924      | 9                | «Локомотив» Куйбышев        |
| Алексей Водягин       | 10 января 1925   | 1                | МВО                         |
| Всеволод Блинков      | 10 декабря 1918  | 14               | «Динамо» Новосибирск        |
| Владимир Дворцов      | 3 января 1924    | 2                | «Динамо» Хабаровск          |
| Нападающие            |                  |                  |                             |
| Владимир Рыжкин       | 29 декабря 1930  | 1                | МВО                         |
| Константин Бесков     | 18 ноября 1920   | 13               | «Металлург» Москва          |
| Сергей Коршунов       | 8 октября 1928   | 1                | МВО                         |
| Сергей Сальников      | 13 сентября 1925 | 4                | «Спартак» Москва            |
| Владимир Ильин        | 15 января 1928   | 8                | «Локомотив» Харьков         |
| Александр Тенягин     | 22 августа 1926  | 3                | «Динамо» Ленинград          |
| Владимир Шабров       | 15 марта 1930    | 2                | «Крылья Советов» Тушино     |
| Виталий Зуб           | 1 июня 1928      | 3                | «Локомотив» Харьков         |
| Василий Трофимов      | 7 января 1919    | 15               | «Динамо-ТК № 1» Болшево     |
| Василий Бузунов       | 4 февраля 1928   | 1                | МВО                         |
| Алекпер Мамедов       | 9 мая 1930       | 1                | Нефтяник (Баку)             |

### Изменения в составе
| Поз | Игрок                 | Прежний клуб                |
| --- | --------------------- | --------------------------- |
| В   | Лев Яшин              | «Динамо» Москва (дубль)     |
| В   | Владимир Беляев       | «Динамо» Сталинград         |
| З   | Анатолий Родионов     | МВО                         |
| З   | Константин Крыжевский | МВО                         |
| З   | Борис Кузнецов        | МВО                         |
| З   | Владилен Голубев      | «Динамо» Московская область |
| З   | Иван Осусский         | «Искра» Мукачево            |
| П   | Алексей Водягин       | МВО                         |
| Н   | Владимир Рыжкин       | МВО                         |
| Н   | Сергей Коршунов       | МВО                         |
| Н   | Василий Бузунов       | МВО                         |
| Н   | Алекпер Мамедов       | Нефтяник (Баку)             |

| Поз | Игрок             | Новый клуб              |
| --- | ----------------- | ----------------------- |
| В   | Алексей Хомич     | «Динамо» Минск          |
| З   | Виктор Васин      | «Горняк» Ленинабад      |
| П   | Виталий Костарев  | «Динамо» Москва (дубль) |
| П   | Александр Соколов | «Динамо» Москва (дубль) |
| Н   | Иван Конов        | завершил карьеру        |
| Н   | Сергей Соловьев   | завершил карьеру        |

## Официальные матчи

### Чемпионат
Число участников — 11. Система розыгрыша — «круговая» в два круга. Чемпион — «Спартак» Москва.
Команда «Динамо» Москва заняла четвёртое место.
| 19 апр Ч 1 (323) | «Динамо» Москва                                  | 2:0     | «Локомотив» Харьков | Харьков                                                             |
| | - Савдунин 36′ - Тенягин 77′ - Бесков 90' (пен.) | (отчёт) |                     | Стадион: «Динамо» Зрителей: 15 000 Судья: В.Солдатенков (Ленинград) |
| «Динамо» Москва: Саная - Зябликов (65' Осусский), Л.Соловьев , Голубев - Байков, Савдунин - Зуб, Тенягин, Бесков, Сальников, Ильин «Локомотив» Харьков: Уграицкий - Перевозчиков, Ерошин, Брусов - М.Соловьев , Азаров - Садык, Чижов, Борзенко (75' Язвецкий), Щербина, Беспалый |                                                  |         |                     |                                                                     |

| 26 апр Ч 2 (324) | «Динамо» Москва | 0:1     | «Динамо» Киев     | Киев                                                            |
| |                 | (отчёт) | - 82′ Виньковатов | Стадион: им.Хрущева Зрителей: 55 000 Судья: П.Белов (Ленинград) |
| «Динамо» Москва: Саная - Осусский (58' Дворцов), Л.Соловьев , Вл.Голубев - Байков, Савдунин - Зуб, Тенягин, Бесков, Сальников, Ильин «Динамо» Киев: Лемешко - Вит. Голубев, Лерман, П.Тищенко - Т.Попович, Михалина - В.Журавлев (70' Виньковатов), Бельков, Зазроев , Коман, Богданович |                 |         |                   |                                                                 |

| 2 мая Ч 3 (325) | «Динамо» Москва                       | 3:1     | «Локомотив» Москва | Москва                                                       |
| | - Тенягин 24′ - Бесков 42′ 63′ (пен.) | (отчёт) | - 83′ Ю.Коротков   | Стадион: «Динамо» Зрителей: 40 000 Судья: В.Архипов (Москва) |
| «Динамо» Москва: Яшин - Осусский, Л.Соловьев , Голубев - Байков, Савдунин - Трофимов, Тенягин, Бесков, Ильин, Сальников (Зуб) «Локомотив» Москва: Зубрицкий - Ивашков, Забелин , Осипов - Ларин, Н.Чесноков - Ефимов, Дидевич, И.Петров, Ю.Коротков (60' Сидоров), Пирогов |                                       |         |                    |                                                              |

| 7 мая Ч 4 (326) | «Динамо» Москва | 0:0     | «Спартак» Вильнюс | Москва                                                       |
| |                 | (отчёт) |                   | Стадион: «Динамо» Зрителей: 35 000 Судья: Н.Думин (Куйбышев) |
| «Динамо» Москва: Саная - Осусский, Л.Соловьев , Голубев - Байков, Савдунин - Трофимов, Тенягин, Бесков, Ильин, Сальников «Спартак» Вильнюс: Тучкус - П.Люткявичус, Куликаускас, А.Мачулис - И.Мачулис, Ганусаускас (65' Бейноравичус) - Прикоцкис, Петрайтис, Саунорис , Даукша, Р.Люткявичус |                 |         |                   |                                                              |

| 15 мая Ч 5 (327) | «Динамо» Москва | 2:2     | «Спартак» Москва         | Москва                                                       |
| | - Ильин 13′ 85′ | (отчёт) | - 40′ (пен.) 73′ Симонян | Стадион: «Динамо» Зрителей: 60 000 Судья: М.Белянин (Москва) |
| «Динамо» Москва: Саная - Осусский (46' Зябликов), Л.Соловьев , Голубев - Байков, Савдунин - Трофимов, Тенягин, Бесков, Ильин, Сальников «Спартак» Москва: В.Чернышев - Н.Тищенко, В.Васильев, Седов - Тимаков, Нетто - Татушин (65' Н.Дементьев), Парамонов, Симонян , Паршин, Рысцов |                 |         |                          |                                                              |

| 23 мая Ч 6 (328) | «Динамо» Москва                       | 2:2     | «Динамо» Тбилиси              | Москва                                                    |
| | - Сальников 31′ (пен.) - Савдунин 87′ | (отчёт) | - 51′ Тодрия - 77′ К.Гагнидзе | Стадион: «Динамо» Зрителей: 40 000 Судья: Э.Саар (Таллин) |
| «Динамо» Москва: Яшин - Осусский, Л.Соловьев , Голубев - Байков, Савдунин - Трофимов (66' Зуб), Тенягин, Бесков, Ильин, Сальников · «Динамо» Тбилиси: Маргания - Элошвили, Гоглидзе, Н.Гагнидзе - Махарадзе, Антадзе - Джоджуа (72' Котрикадзе), К.Гагнидзе, Калоев, Гогоберидзе , Тодрия |                                       |         |                               |                                                           |

| 27 мая Ч 7 (329) | «Динамо» Москва | 0:1     | «Зенит» Ленинград | Ленинград                                                          |
| |                 | (отчёт) | - 60′ Катровский  | Стадион: им.Кирова Зрителей: 50 000 Судья: А.Тавельский (Куйбышев) |
| «Динамо» Москва: Яшин - Осусский, Л.Соловьев , Голубев - Байков, Савдунин - Зуб, Тенягин, Бесков, Ильин, Шабров «Зенит» Ленинград: Л.Иванов - В.Фалин, Самарин, С.Северов - Войнов, Н.Петр.Смирнов - Н.Павл.Смирнов , Марютин, В.Сорокин, Катровский, А.Иванов |                 |         |                   |                                                                    |

| 2 июн Ч 8 (330) | «Динамо» Москва | 0:1     | «Крылья Советов» Куйбышев | Куйбышев                                                      |
| |                 | (отчёт) | - 18′ Гулевский           | Стадион: «Динамо» Зрителей: 36 000 Судья: П.Белов (Ленинград) |
| «Динамо» Москва: Саная - Кузнецов, Родионов, Голубев - Байков, Савдунин - Шабров, Тенягин, Коршунов, Ильин, Сальников «Крылья Советов» Куйбышев: В.Корнилов - Скорохов, Мурзин, Ширяев - Карпов , В.Васильев - Редкин, Ворошилов, Гулевский, Горностаев, Ф.Новиков |                 |         |                           |                                                               |

| 7 июн Ч 9 (331) | «Динамо» Москва                                                                          | 8:3     | «Торпедо» Москва                             | Москва                                                        |
| | - Сальников 7′ 66′ - Савдунин 14′ 86′ - Хренов 20′ (авт.) - Ильин 40′ 58′ - Коршунов 69′ | (отчёт) | - 35′ Бреньо - 55′ Б.Сафронов - 82′ Вацкевич | Стадион: «Динамо» Зрителей: 50 000 Судья: Н.Хлопотин (Москва) |
| «Динамо» Москва: Саная - Родионов, Л.Соловьев , Кузнецов - Байков, Водягин - Коршунов, Сальников, Савдунин, Ильин, Шабров (75' Рыжкин) «Торпедо» Москва: О.Михайлов - Хренов, Гомес , Самохин - П.Соломатин, Чайко (46' Б.Сафронов) - Вацкевич, Вал.Иванов, Бреньо, Вик.Федоров, Золотов |                                                                                          |         |                                              |                                                               |

| 14 июн Ч 10 (332) | «Динамо» Москва                               | 3:1     | «Динамо» Ленинград | Ленинград                                                   |
| | - Коршунов 71′ - Сальников 74′ - Савдунин 80′ | (отчёт) | - 32′ Цветков      | Стадион: им.Кирова Зрителей: 40 000 Судья: Н.Балакин (Киев) |
| «Динамо» Москва: Саная - Родионов, Л.Соловьев , Кузнецов - Байков, Водягин - Коршунов, Сальников, Савдунин, Ильин, Шабров «Динамо» Ленинград: Пестов - С.Сафронов, Донцов, Зонин - Горохов, Абрамашвили - В.Соловьев, Колобов , Цветков, Богомолов, Грамматикопуло |                                               |         |                    |                                                             |

| 25 июн Ч 11 (333) | «Динамо» Москва | 0:0     | «Локомотив» Харьков | Москва                                                       |
| |                 | (отчёт) |                     | Стадион: «Динамо» Зрителей: 15 000 Судья: В.Архипов (Москва) |
| «Динамо» Москва: Яшин - Родионов, Л.Соловьев , Кузнецов - Байков, Водягин - Коршунов (63' Шабров), Сальников, Савдунин, Ильин, Бузунов «Локомотив» Харьков: Уграицкий - Перевозчиков, Ерошин, Брусов - Таранец, М.Соловьев - Пономаренко, В.Зуб, Беспалый, Азаров, Борзенко |                 |         |                     |                                                              |

| 2 июл Ч 12 (334) | «Динамо» Москва          | 2:0     | «Динамо» Киев | Москва                                                             |
| | - Ильин 54′ - Рыжкин 67′ | (отчёт) |               | Стадион: «Динамо» Зрителей: 12 000 Судья: Н.Чхатарашвили (Тбилиси) |
| «Динамо» Москва: Яшин - Родионов, Крыжевский, Кузнецов - Байков, Водягин - Коршунов, Сальников, Савдунин , Ильин, Рыжкин «Динамо» Киев: О.Макаров - Вит.Голубев, Лерман , Качур - Т.Попович, Михалина - Виньковатов, Бельков, Зазроев, Коман (68' В.Журавлев), В.Фомин |                          |         |               |                                                                    |

| 6 июл Ч 13 (335) | «Динамо» Москва                       | 3:0     | «Локомотив» Москва | Москва                                                       |
| | - Савдунин 16′ 68′ - Ларин 20′ (авт.) | (отчёт) |                    | Стадион: «Динамо» Зрителей: 30 000 Судья: Н.Латышев (Москва) |
| «Динамо» Москва: Яшин - Родионов, Крыжевский, Кузнецов - Байков, Водягин (75' Блинков) - Коршунов, Сальников, Савдунин , Ильин, Рыжкин «Локомотив» Москва: Кублицкий - Ивашков, Порхунов, Крушенок - Ларин, Родин - Горянский, Лагутин (46' Рогов), И.Петров , Ю.Коротков, Мухортов |                                       |         |                    |                                                              |

| 10 июл Ч 14 (336) | «Динамо» Москва | 1:1     | «Спартак» Вильнюс | Москва                                                         |
| | - Водягин 75′   | (отчёт) | - 36′ И.Мачулис   | Стадион: «Динамо» Зрителей: 5000 Судья: В.Богданов (Ленинград) |
| «Динамо» Москва: Яшин - Родионов, Крыжевский, Кузнецов (78' Л.Соловьев) - Байков, Водягин - Коршунов, Сальников, Савдунин , Ильин, Рыжкин «Спартак» Вильнюс: Тучкус - П.Люткявичус, Куликаускас, А.Мачулис - Чегис, Ганусаускас - Даукша, И.Мачулис, Саунорис , Петрайтис, Р.Люткявичюс (80' Янкаускас) |                 |         |                   |                                                                |

| 16 июл Ч 15 (337) | «Динамо» Москва             | 2:0     | «Динамо» Ленинград | Москва                                                           |
| | - Сальников 20′ - Ильин 38′ | (отчёт) |                    | Стадион: «Динамо» (малый) Зрителей: 5000 Судья: Н.Балакин (Киев) |
| «Динамо» Москва: Яшин - Родионов, Крыжевский , Кузнецов - Байков, Савдунин - Рыжкин, Бузунов, Коршунов, Сальников, Ильин «Динамо» Ленинград: Фарыкин - Юрченко, Донцов, Зонин - Барков, Богомолов - Цветков, Колобов , Г.Бондаренко, Тенягин, Грамматикомуло |                             |         |                    |                                                                  |

| 7 авг Ч 16 (338) | «Динамо» Москва                  | 2:3     | «Динамо» Тбилиси                                  | Тбилиси                                                   |
| | - Рыжкин 59′ - Бесков 76′ (пен.) | (отчёт) | - 33′ Котрикадзе - 48′ Гогоберидзе - 74′ Чкуасели | Стадион: «Динамо» Зрителей: 40 000 Судья: Э.Саар (Таллин) |
| «Динамо» Москва: Яшин - Родионов, Крыжевский , Кузнецов - Байков (46' Коршунов), Блинков - Рыжкин, Бесков, Савдунин, Сальников, Ильин «Динамо» Тбилиси: Маргания - Элошвили, Русадзе, Н.Гагнидзе - Махарадзе, Антадзе - Котрикадзе, К.Гагнидзе, Калоев, Гогоберидзе (78' Вардимиади), Чкуасели |                                  |         |                                                   |                                                           |

| 13 авг Ч 17 (339) | «Динамо» Москва    | 2:0     | «Зенит» Ленинград | Москва                                                    |
| | - Коршунов 40′ 75′ | (отчёт) |                   | Стадион: «Динамо» Зрителей: 30 000 Судья: Э.Саар (Таллин) |
| «Динамо» Москва: Яшин - Родионов, Крыжевский , Кузнецов - Байков, Савдунин - Рыжкин, Бесков, Коршунов, Сальников, Ильин «Зенит» Ленинград: Л.Иванов - В.Фалин, Самарин , С.Северов - Войнов, Кравец - Володин, В.Сорокин, Катровский (65' Н.Павл.Смирнов), Добриков, В.Виноградов |                    |         |                   |                                                           |

| 27 авг Ч 18 (340) | «Динамо» Москва | 1:1     | «Спартак» Москва | Москва                                                        |
| | - Сальников 4′  | (отчёт) | - 35′ Татушин    | Стадион: «Динамо» Зрителей: 80 000 Судья: П.Белов (Ленинград) |
| «Динамо» Москва: Яшин - Родионов, Крыжевский , Кузнецов - Байков, Савдунин - Рыжкин, Бесков, Коршунов, Сальников, В.Ильин «Спартак» Москва: Пираев - Н.Тищенко, Башашкин, Седов - Паршин, Нетто - Татушин, Парамонов, Симонян , Н.Дементьев, А.Ильин (75' Рысцов) |                 |         |                  |                                                               |

| 6 сен Ч 19 (341) | «Динамо» Москва | 1:1     | «Зенит» Куйбышев | Москва                                                          |
| | - Бесков 12′    | (отчёт) | - 41′ Запрягаев  | Стадион: «Динамо» Зрителей: 30 000 Судья: Е.Одинцов (Ленинград) |
| «Динамо» Москва: Яшин - Родионов, Крыжевский , Кузнецов - Байков, Савдунин - Рыжкин (67' Шабров), Бесков, Коршунов, Сальников, Ильин «Зенит» Куйбышев: В.Корнилов - Скорохов, И.Гаврилов, Ширяев - Карпов , Горностаев - Н.Зайцев, Ворошилов, Гулевский, Запрягаев (76' Бровкин), Ф.Новиков |                 |         |                  |                                                                 |

| 10 сен Ч 20 (342) | «Динамо» Москва | 0:1     | «Торпедо» Москва | Москва                                                       |
| |                 | (отчёт) | - 88′ Малов      | Стадион: «Динамо» Зрителей: 40 000 Судья: В.Архипов (Москва) |
| «Динамо» Москва: Яшин - Родионов, Крыжевский , Кузнецов 86' - Байков, Савдунин - Рыжкин, Бесков, Коршунов, Сальников, Шабров (65' Водягин) · «Торпедо» Москва: Ю.Петров - Бычков, Гомес , Архипов - Сенюков 86', Сафронов - А.А.Ильин, Вал.Иванов, Малов, Вяч.Соловьев (68' Анисимов), Золотов |                 |         |                  |                                                              |

#### Итоговая таблица
| М | Команда           | И  | В  | Н | П | Мячи    | ±   | О  |
| - | ----------------- | -- | -- | - | - | ------- | --- | -- |
|   | «Спартак» Москва  | 20 | 11 | 7 | 2 | 47 − 15 | +32 | 29 |
|   | «Динамо» Тбилиси  | 20 | 11 | 5 | 4 | 39 − 24 | +15 | 27 |
|   | «Торпедо» Москва  | 20 | 11 | 3 | 6 | 34 − 34 | 0   | 25 |
| 4 | «Динамо» Москва   | 20 | 8  | 7 | 5 | 34 − 19 | +15 | 23 |
| 5 | «Зенит» Ленинград | 20 | 11 | 1 | 8 | 25 − 21 | +4  | 23 |

И — игры, В — выигрыши, Н — ничьи, П — проигрыши, Мячи — забитые и пропущенные голы, ± — разница голов, О — очки

#### Движение по турам
Вследствие переносов команды могли провести на конкретную дату различное число игр. В указанной таблице приведено место команды после каждого проведенного тура в соответствии с фактически набранным количеством очков.
| Игра  | 1 | 2 | 3 | 4 | 5 | 6 | 7 | 8 | 9 | 10 | 11 | 12 | 13 | 14 | 15 | 16 | 17 | 18 | 19 | 20 |
| ----- | - | - | - | - | - | - | - | - | - | -- | -- | -- | -- | -- | -- | -- | -- | -- | -- | -- |
| Место | 3 | 5 | 2 | 2 | 2 | 3 | 6 | 7 | 6 | 5  | 6  | 5  | 2  | 3  | 3  | 4  | 3  | 3  | 3  | 4  |

### Кубок
Число участников — 56. Система розыгрыша — «олимпийская». Победитель — «Динамо» Москва.
| 21 сен К 1 (37) 1/8 финала | «Динамо» Москва             | 2:2 (от) | «Динамо» Ленинград               | Москва                                                     |
| | - Шабров 42′ - Коршунов 86′ | (отчёт)  | - 1′ Грамматикопуло - 3′ Колобов | Стадион: «Динамо» Зрителей: 15 000 Судья: Н.Балакин (Киев) |
| «Динамо» Москва: Яшин - Родионов, Л.Соловьев, Кузнецов - Байков, Савдунин - Рыжкин, Бесков , Коршунов, Сальников, Шабров «Динамо» Ленинград: Фарыкин - Юрченко, Донцов, Потапов - Горохов, Богомолов - Цветков, Колобов , Тенягин, Г.Бондаренко, Грамматикопуло |                             |          |                                  |                                                            |

| 22 сен К 2 (38) 1/8 финала | «Динамо» Москва               | 3:0     | «Динамо» Ленинград | Москва                                                     |
| | - Шабров 23′ - Бесков 57′ 68′ | (отчёт) |                    | Стадион: «Динамо» Зрителей: 20 000 Судья: Н.Балакин (Киев) |
| «Динамо» Москва: Яшин - Родионов, Крыжевский, Кузнецов - Байков, Савдунин - Рыжкин, Бесков , Коршунов (46' Ильин), Сальников, Шабров «Динамо» Ленинград: Фарыкин - Юрченко, Донцов, Потапов - Горохов, Богомолов - Цветков, Колобов , В.Фомин, Бондаренко, Грамматикопуло |                               |         |                    |                                                            |

| 1 окт К 3 (39) 1/4 финала | «Динамо» Москва | 1:0     | «Динамо» Тбилиси | Москва                                                   |
| | - Бесков 85′    | (отчёт) |                  | Стадион: «Динамо» Зрителей: 50 000 Судья: Э.Клавс (Рига) |
| «Динамо» Москва: Яшин - Родионов, Крыжевский, Кузнецов - Водягин, Байков - Рыжкин, Бесков , Сальников, Ильин (46' Коршунов), Шабров «Динамо» Тбилиси: Маргания - Кублашвили, Гоглидзе, Русадзе - Махарадзе, Антадзе - Вардимиади, Гагнидзе, Калоев, Гогоберидзе , Чкуасели |                 |         |                  |                                                          |

| 5 окт К 4 (40) 1/2 финала | «Динамо» Москва | 1:0     | «Шахтер» Сталино | Москва                                                     |
| | - Шабров 80′    | (отчёт) |                  | Стадион: «Динамо» Зрителей: 40 000 Судья: Н.Балакин (Киев) |
| «Динамо» Москва: Яшин - Родионов, Крыжевский , Кузнецов - Байков, Савдунин - Рыжкин, Бесков, Коршунов, Сальников, Шабров «Шахтер» Сталино: Вик.Г.Чанов - Кривенко, Марьенко, В.Морозов - Н.Дегтярев, Думанский - Бобошко, Савинов, А.Колосков, Солдатченко, Сапронов |                 |         |                  |                                                            |

| 10 окт К 5 (41) Финал | «Динамо» Москва | 1:0     | «Зенит» Куйбышев | Москва                                                             |
| | - Сальников 7′  | (отчёт) |                  | Стадион: «Динамо» Зрителей: 65 000 Судья: Н.Чхатарашвили (Тбилиси) |
| «Динамо» Москва: Яшин (58' Беляев) - Родионов, Крыжевский , Кузнецов - Водягин, Байков - Рыжкин, Бесков, Савдунин, Сальников (70' Ильин), Шабров «Зенит» Куйбышев: В.Корнилов - Скорохов, И.Гаврилов, Ширяев - Карпов , Кирш - Бровкин, Ворошилов, Гулевский, Запрягаев (70' Редкин), Ф.Новиков |                 |         |                  |                                                                    |

## Неофициальные матчи

### Международные матчи
| 22 июл ММ 1 (18) | «Динамо» Москва                                                  | 4:2     | «Юргорден» Стокгольм                       | Москва                                            |
| | - Ивегрен 1′ (авт.) - Коршунов 35′ - Бузунов 55′ - Сальников 84′ | (отчёт) | - 68′ (пен.) Стенман - 78′ (авт.) Родионов | Стадион: «Динамо» Зрителей: 60 000 Судья: П.Белов |
| «Динамо» Москва: Яшин - Родионов, Крыжевский , Кузнецов - Байков, Савдунин - Рыжкин, Бузунов (66' Ильин), Коршунов, Сальников, Фомин «Юргорден» Стокгольм: Арвидссон - К.Андерссон , И.Петерссон - Стенман, Ивегрен, Парлинг - Б.Андерссон, Б.Эклунд, С.Юханссон, Л.Форсберг, Эдлунд |                                                                  |         |                                            |                                                   |

| 26 июл ММ 2 (19) | «Динамо» Москва | 1:2     | Чехословакия   | Москва                                              |
| | - Коршунов 18′  | (отчёт) | - 2′ 9′ Гертль | Стадион: «Динамо» Зрителей: 60 000 Судья: Н.Латышев |
| «Динамо» Москва: Яшин - Родионов, Крыжевский , Кузнецов - Байков, Савдунин - Рыжкин, Бузунов (65' Шабров), Коршунов (65' Ильин), Сальников, Фомин Чехословакия: Стахо - Шафранек, Карел, Л.Новак - Трнка, Ипсер - Гертл, Пажицкий (65' Гемеле), Качани, Црга, Влк (62' К.Добай) |                 |         |                |                                                     |

| 22 авг ММ 3 (20) | «Динамо» Москва                                 | 4:0     | Албания | Москва                                           |
| | - Коршунов 48′ - Бесков 54′ - Сальников 73′ 80′ | (отчёт) |         | Стадион: «Динамо» Зрителей: 50 000 Судья: Э.Саар |
| «Динамо» Москва: Яшин - Родионов, Крыжевский , Кузнецов - Байков, Савдунин - Рыжкин, Бесков, Коршунов, Сальников, Ильин Албания: Вогли - Дибра, Фагу , Спахиу - Шачири, Виляя - Телити (70' Ляча), Джинали, Боричи, Япеци, Ресия |                                                 |         |         |                                                  |

| 1 сен ММ 4 (21) | «Динамо» Москва                                              | 6:0     | «Ист Бенгал клаб» Калькутта | Москва                                            |
| | - Коршунов 30′ 31′ - Бесков 41′ 57′ - Ильин 55′ - Рыжкин 72′ | (отчёт) |                             | Стадион: «Динамо» Зрителей: 30 000 Судья: Д.Данко |
| «Динамо» Москва: Яшин - Родионов, Крыжевский , Кузнецов - Байков, Савдунин - Рыжкин, Бесков, Коршунов, Сальников, Ильин «Ист Бенгал клаб» Калькутта: Гаттак (46' Дас Гупта) - Дорайлингам, ..., ... - ..., ... - Вэнкатеш, ..., Танграт, А.Кан, ... |                                                              |         |                             |                                                   |

| 17 сен ММ 5 (22) | «Динамо» Москва                          | 3:1     | Румыния   | Москва                                              |
| | - Сальников 5′ - Бесков 19′ - Шабров 48′ | (отчёт) | - 38′ Ене | Стадион: «Динамо» Зрителей: 50 000 Судья: Н.Латышев |
| «Динамо» Москва: Яшин - Родионов, Крыжевский , Кузнецов - Байков, Савдунин - Рыжкин, Бесков, Коршунов (78' Фомин), Сальников, Шабров Румыния: Тома - Андрович, Аползан, Сэке - Описке (46' Сёрфезе), Бэкуц (46' Кэлиною) - Ф.Завода, Петшовски , Ене, Никушор, Суру |                                          |         |           |                                                     |

| 15 окт ММ 6 (23) | «Динамо» Москва | 1:2     | «Рапид» Вена               | Москва                                            |
| | - Фомин 38′     | (отчёт) | - 57′ Хаппель - 65′ Риглер | Стадион: «Динамо» Зрителей: 60 000 Судья: Я.Влчек |
| «Динамо» Москва: Маргания - Родионов, Крыжевский , Кузнецов - Водягин, Байков - Рыжкин, Бесков, Савдунин, Сальников (78' Коршунов), Фомин «Рапид» Вена: Цеман - Гисcер, Хаппель, Гернхард - Ханаппи, Голобиц - Халла, Риглер, Динст, Пробст, А.Кёрнер |                 |         |                            |                                                   |

| 26 окт ММ 7 (24) | «Динамо» Москва | 1:1     | «Дожа» Будапешт | Москва                                              |
| | - Шабров 80′    | (отчёт) | - 53′ М.Тот     | Стадион: «Динамо» Зрителей: 30 000 Судья: М.Белянин |
| «Динамо» Москва: Яшин - Родионов, Крыжевский , Б.Кузнецов - Байков, Савдунин - Коршунов, Бесков, Мамедов (78' Водягин), Сальников, Шабров «Дожа» Будапешт: А.Фазекаш - Райна, Вархиди, Фаршанг - Д.Боршаньи, Дюрик - Эгреши (К), Шамуш (68' Киш), Вираг, Ашперань, М.Тот |                 |         |                 |                                                     |

| 5 ноя ММ 8 (25) | «Динамо» Москва                                   | 5:0     | ДСО «Баник» | Брно                                               |
| | - Коршунов 7′ 38′ - Сальников 9′ 55′ - Бесков 68′ | (отчёт) |             | Стадион: «Спартак» Зрителей: 40 000 Судья: Я.Влчек |
| «Динамо» Москва: Яшин - Родионов, Крыжевский , Кузнецов - Байков, Савдунин - Рыжкин, Бесков, Коршунов, Сальников, Шабров (75' Ильин) ДСО «Баник»: Койецкий - Маркусек, Лингарт, Фабера - Кофент, Шайер - Кокштейн, Кухлер , Майер (46' Венцек), Кржижак (46' Сршень), Браганьола |                                                   |         |             |                                                    |

| 10 ноя ММ 9 (26) | «Динамо» Москва | 1:1     | Словакия      | Жилина                                              |
| | - Коршунов 69′  | (отчёт) | - 24′ Чургали | Стадион: «Слован» Зрителей: 30 000 Судья: В.Архипов |
| «Динамо» Москва: Яшин - Родионов, Крыжевский , Кузнецов - Байков, Савдунин - Рыжкин, Бесков, Коршунов, Сальников, Шабров (60' Ильин) Словакия: Райман - Карел, Гёг, Красногорский - Цимра, Бенедикович - Ласков, Тибенский (80' Шубрт), Тегельгоф, Чургали, Малатинский |                 |         |               |                                                     |

| 15 ноя ММ 10 (27) | «Динамо» Москва | 1:1     | Чехословакия   | Прага                                                               |
| | - Ильин 86′     | (отчёт) | - 37′ Пажицкий | Стадион: чехословацкой армии Зрителей: 50 000 Судья: Н.Чхатарашвили |
| «Динамо» Москва: Яшин - Родионов, Крыжевский , Кузнецов - Байков, Савдунин - Рыжкин, Бесков, Коршунов, Колобов (60' Ильин), Шабров Чехословакия: Стахо - Шафранек, Гледик, Л.Новак - Трнка, Прохазка - Паздера, Пажицкий (76' Цимра), Тегельгоф, Црга, К.Добай |                 |         |                |                                                                     |

| 15 ноя ММ 11 (28) | «Динамо» Москва            | 2:1     | Копенгаген XI      | Копенгаген                                                 |
| | - Рыжкин 75′ - Мамедов 89′ | (отчёт) | - 30′ П.Э.Петерсен | Стадион: «Идреттспаркен» Зрителей: 30 000 Судья: В.Архипов |
| «Динамо» Москва: Яшин - Родионов, Крыжевский , Кузнецов - Водягин, Савдунин - Шабров (46' Рыжкин), Бесков, С.Коршунов (46' Мамедов), Ильин, Фомин Копенгаген XI: Хенриксен - Коппен, Броггер, Э.Петерсен - Э.Хансен, П.Андерсен ; П.Э.Петерсен, Л.Петерсен, Й.К.Кристенсен, К.О.Соренсен, К.Нильсен |                            |         |                    |                                                            |

| 22 ноя ММ 12 (29) | «Динамо» Москва                         | 3:0     | Орхус XI | Орхус                                               |
| | - Колобов 18′ - Байков ~50′ - Ильин 68′ | (отчёт) |          | Стадион: городской Зрителей: 22 000 Судья: Э.Хансен |
| «Динамо» Москва: Яшин - Родионов, Крыжевский , Кузнецов - Байков, Савдунин - Рыжкин, Ильин, Колобов, Коршунов (60' Мамедов), Фомин Орхус XI: Фром - Соренсен, Нильсен, Кнудсен - Геммельгард, Ольсен - П.Петерсен, В.Петерсен, Э.Йенсен, А.Йенсен, Тигесен |                                         |         |          |                                                     |

| 26 ноя ММ 13 (30) | «Динамо» Москва                                                | 6:0     | Оденсе XI | Оденсе                                               |
| | - Савдунин 10′ - Коршунов 25′ 27′ - Бесков 53′ - Фомин 64′ 68′ | (отчёт) |           | Стадион: городской Зрителей: 15 000 Судья: В.Архипов |
| «Динамо» Москва: Яшин - Родионов, Крыжевский , Кузнецов - Байков, Савдунин - Рыжкин, Бесков, Коршунов, Колобов, Фомин Оденсе XI: Хайле - Б.Ларсен, Йохансен, Йонсен - Якобсен, Хугер - Нильсен, Берг, Банке, Н.Андерсен, Т.Ларсен (46' О.Андерсен) |                                                                |         |           |                                                      |

### Контрольные и товарищеские матчи
| 4 апр ТМ 1 | «Динамо» Москва | 2:2     | «Динамо» Тбилиси | Леселидзе |
|            |                 | (отчёт) |                  |           |

## Статистика сезона

### Игроки и матчи
| Игрок                                 | Чемпионат       | Чемпионат | Кубок           | Кубок   | Итого           | Итого   | Международные матчи | Международные матчи | ТМ              | ТМ      | Всего Чемпионат | Всего Чемпионат | Всего Кубок     | Всего Кубок | Всего           | Всего   | Всего Международные матчи | Всего Международные матчи |
| Игрок                                 | Вышел на замену | Гол       | Вышел на замену | Гол     | Вышел на замену | Гол     | Вышел на замену     | Гол                 | Вышел на замену | Гол     | Вышел на замену | Гол             | Вышел на замену | Гол         | Вышел на замену | Гол     | Вышел на замену           | Гол                       |
| Вратари                               | Вратари         | Вратари   | Вратари         | Вратари | Вратари         | Вратари | Вратари             | Вратари             | Вратари         | Вратари | Вратари         | Вратари         | Вратари         | Вратари     | Вратари         | Вратари | Вратари                   | Вратари                   |
| ------------------------------------- | --------------- | --------- | --------------- | ------- | --------------- | ------- | ------------------- | ------------------- | --------------- | ------- | --------------- | --------------- | --------------- | ----------- | --------------- | ------- | ------------------------- | ------------------------- |
| Лев Яшин                              | 13              | (-11)     | 5               | (-2)    | 18              | (-13)   | 12                  | (-9)                |                 |         | 15              | (-16)           | 5               | (-2)        | 20              | (-18)   | 12                        | (-9)                      |
| Вальтер Саная                         | 7               | (-8)      |                 |         | 7               | (-8)    |                     |                     |                 |         | 64              | (-63)           | 7               | (-15)       | 71              | (-78)   | 2                         | (-2)                      |
| Владимир Беляев                       |                 |           | 1               | (-0)    | 1               | (-0)    |                     |                     |                 |         |                 |                 | 1               | (-0)        | 1               | (-0)    |                           |                           |
| Защитники                             |                 |           |                 |         |                 |         |                     |                     |                 |         |                 |                 |                 |             |                 |         |                           |                           |
| Анатолий Родионов                     | 13              |           | 5               |         | 18              |         | 13                  |                     |                 |         | 13              |                 | 5               |             | 18              |         | 13                        |                           |
| Константин Крыжевский (21)            | 9               |           | 4               |         | 13              |         | 13                  |                     |                 |         | 9               |                 | 4               |             | 13              |         | 13                        |                           |
| Борис Кузнецов                        | 13              |           | 5               |         | 18              |         | 13                  |                     |                 |         | 13              |                 | 5               |             | 18              |         | 13                        |                           |
| Леонид Соловьев (10)                  | 11              |           | 1               |         | 12              |         |                     |                     |                 |         | 173             | 12              | 22              | 1           | 210             | 13      | 11                        | 1                         |
| Владилен Голубев                      | 8               |           |                 |         | 8               |         |                     |                     |                 |         | 8               |                 |                 |             | 8               |         |                           |                           |
| Иван Осусский                         | 7               |           |                 |         | 7               |         |                     |                     |                 |         | 7               |                 |                 |             | 7               |         |                           |                           |
| Владимир Зябликов                     | 2               |           |                 |         | 2               |         |                     |                     |                 |         | 75              |                 | 6               |             | 81              |         | 2                         |                           |
| Полузащитники                         |                 |           |                 |         |                 |         |                     |                     |                 |         |                 |                 |                 |             |                 |         |                           |                           |
| Евгений Байков                        | 20              |           | 5               |         | 25              |         | 12                  | 1                   |                 |         | 34              | 4               | 7               |             | 41              | 4       | 12                        | 1                         |
| Владимир Савдунин (4)                 | 20              | 7         | 4               |         | 24              | 7       | 13                  | 1                   |                 |         | 153             | 57              | 25              | 7           | 178             | 64      | 19                        | 2                         |
| Алексей Водягин                       | 7               | 1         | 2               |         | 9               | 1       | 3                   |                     |                 |         | 7               | 1               | 2               |             | 9               | 1       | 3                         |                           |
| Всеволод Блинков                      | 2               |           |                 |         | 2               |         |                     |                     |                 |         | 212             | 13              | 23              |             | 297             | 19      | 14                        |                           |
| Владимир Дворцов                      | 1               |           |                 |         | 1               |         |                     |                     |                 |         | 2               |                 |                 |             | 2               |         |                           |                           |
| Нападающие                            |                 |           |                 |         |                 |         |                     |                     |                 |         |                 |                 |                 |             |                 |         |                           |                           |
| Владимир Рыжкин                       | 10              | 2         | 5               |         | 15              | 2       | 12                  | 2                   |                 |         | 10              | 2               | 5               |             | 15              | 2       | 12                        | 2                         |
| Константин Бесков (3)                 | 12              | 4         | 5               | 3       | 17              | 7       | 10                  | 6                   |                 |         | 193             | 95              | 28              | 20          | 258             | 139     | 23                        | 17                        |
| Сергей Коршунов                       | 13              | 4         | 4               | 1       | 17              | 5       | 13                  | 10                  |                 |         | 13              | 4               | 4               | 1           | 17              | 5       | 13                        | 10                        |
| Сергей Сальников                      | 19              | 6         | 5               | 1       | 24              | 7       | 9                   | 6                   |                 |         | 95              | 27              | 13              | 4           | 108             | 31      | 12                        | 8                         |
| Владимир Ильин                        | 19              | 6         | 3               |         | 22              | 6       | 9                   | 3                   |                 |         | 93              | 34              | 14              | 4           | 107             | 38      | 11                        | 3                         |
| Владимир Шабров                       | 7               |           | 5               | 3       | 12              | 3       | 7                   | 2                   |                 |         | 12              | 1               | 7               | 3           | 19              | 4       | 7                         | 2                         |
| Александр Тенягин                     | 8               | 2         |                 |         | 8               | 2       |                     |                     |                 |         | 41              | 6               | 4               | 2           | 45              | 6       | 2                         |                           |
| Виталий Зуб                           | 5               |           |                 |         | 5               |         |                     |                     |                 |         | 22              | 3               | 1               | 1           | 23              | 4       | 1                         |                           |
| Василий Трофимов                      | 4               |           |                 |         | 4               |         |                     |                     |                 |         | 216             | 69              | 19              | 8           | 279             | 92      | 9                         | 7                         |
| Василий Бузунов                       | 2               |           |                 |         | 2               |         | 2                   | 1                   |                 |         | 2               |                 |                 |             | 2               |         | 2                         | 1                         |
| Алекпер Мамедов                       |                 |           |                 |         |                 |         | 3                   | 1                   |                 |         |                 |                 |                 |             |                 |         | 3                         | 1                         |
| Игроки, приглашенные из других клубов |                 |           |                 |         |                 |         |                     |                     |                 |         |                 |                 |                 |             |                 |         |                           |                           |
| Виктор Фомин («Динамо» Киев)          |                 |           |                 |         |                 |         | 7                   | 3                   |                 |         |                 |                 |                 |             |                 |         | 7                         | 3                         |
| Алексей Колобов («Динамо» Ленинград)  |                 |           |                 |         |                 |         | 3                   | 1                   |                 |         |                 |                 |                 |             |                 |         | 3                         | 1                         |
| Владимир Маргания («Динамо» Тбилиси)  |                 |           |                 |         |                 |         | 1                   | (-2)                |                 |         |                 |                 |                 |             |                 |         | 1                         | (-2)                      |

### Личные и командные достижения
Динамовцы в списке 33 лучших футболистов
| Турнир            | Игрок                                               | Вышел на замену | Игрок             | Гол |
| ----------------- | --------------------------------------------------- | --------------- | ----------------- | --- |
| Сезоны в клубе    | Сергей Ильин, Михаил Семичастный & Василий Трофимов | 15              |                   |     |
| Официальные матчи | Всеволод Блинков                                    | 297             | Сергей Соловьев   | 223 |
| Чемпионат         | Василий Трофимов                                    | 216             | Сергей Соловьев   | 134 |
| Кубок             | Константин Бесков                                   | 28              | Константин Бесков | 20  |

Достижения в сезоне

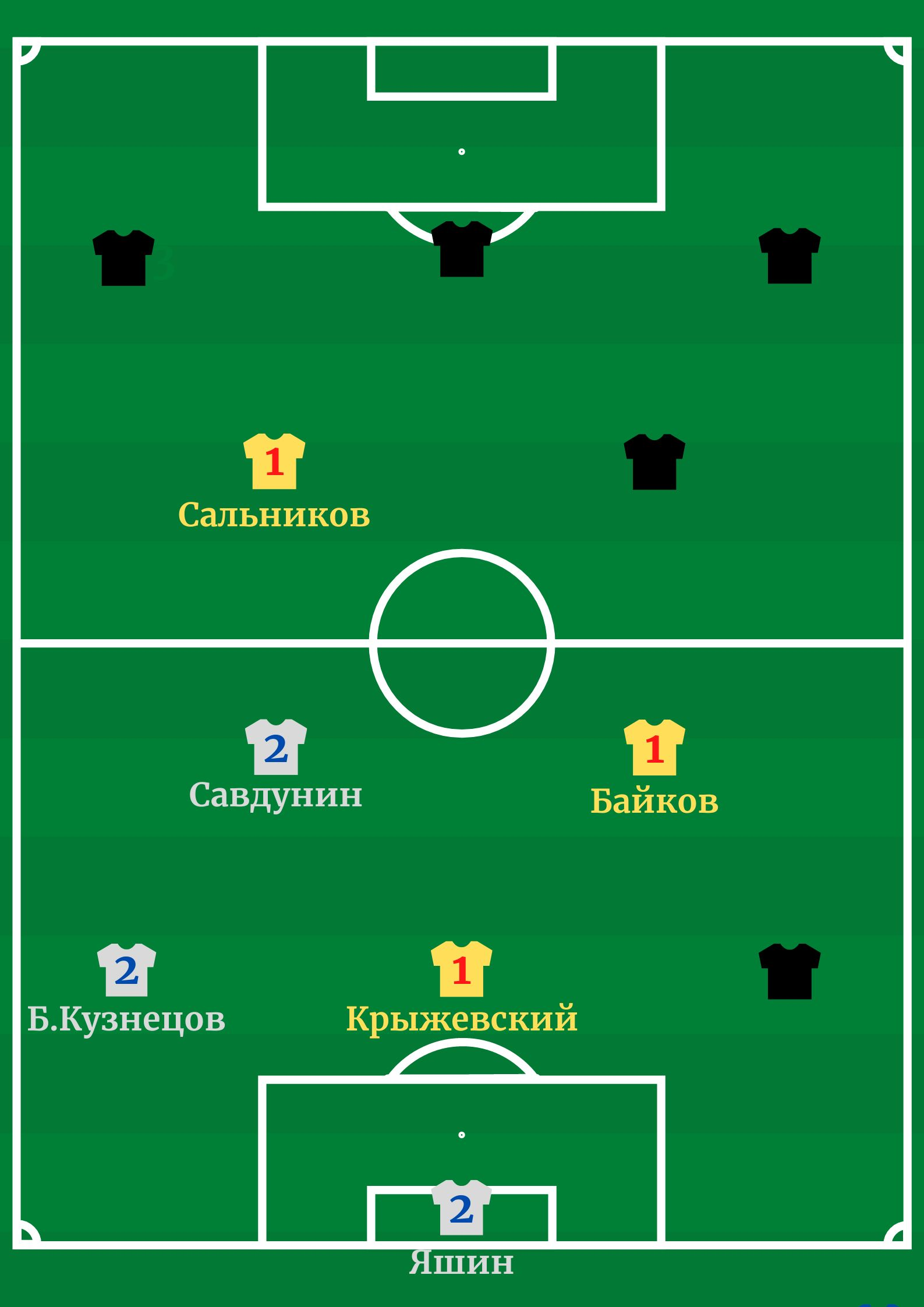

- Василий Трофимов сыграл в 15-м сезоне за «Динамо»
- Всеволод Блинков сыграл в 14-м сезоне
- Константин Бесков сыграл в 13-м сезоне
- 200-й официальный матч — Леонид Соловьев
- 100-й официальный матч — Сергей Сальников, Владимир Ильин